# 桜田元親
桜田 元親（さくらだ もとちか）は、安土桃山時代から江戸時代前期にかけての武将。伊達氏の家臣。

## 生涯

### 伊達政宗の時代
桜田家は伊達持宗の時代に伊達家に仕え、伊達成宗、伊達尚宗の代は宿老を勤めた。伊達尚宗が越後守護上杉氏より正室を迎えた際、桜田隠岐守が交渉役となる（山形大学中条家文書、桜田家史）。その後、伊達稙宗の代に宿老より外され（桜田宗敏、塔寺八幡宮長帳）、稙宗の命で初代御坊丸が桑折家陣代のもと跡を継いだ様子（桑折氏家系図）。
桜田家史によると、初代御坊丸は小梁川親朝三男の親茂（仙台藩各記録上の景親か）であり、稙宗命にて家紋を丸に竪三つ引にしたとある。天文の乱に際して、親茂とその側近が稙宗側、残りの家人と桜田分家が川俣に残って伊達晴宗側についたため、桜田家は分裂。親茂は天文16年頃戦死。その後、四郎右兵衛尉吉基が晴宗の命で跡を継ぐも、川俣の所領が桜田分家のものとなったことを不服として桜田家中で私戦を行い出奔。桜田本家は衰退した。
元親は伊達輝宗の代に、再度取り立てられた桜田資親（吉基次男）の子として誕生した。桜田資親は輪王寺防衛の功績により、川俣の一部を伊達輝宗より安堵され（永禄十一年卯月三日付伊達輝宗安堵状）、その後政宗の時代に小手森城攻略、人取橋、駒ヶ嶺城攻略等に従事。伊達政宗の文書にて「草調儀」と入った指令書がいくつか残されている。元親は天正17年（1589年）、駒ヶ嶺城防衛に際して初陣した。慶長5年（1600年）七月、政宗の命により刈田郡白石城攻めの陽動作戦として敵中の河股城（元の居城、当時は上杉領）に電撃侵攻して奪取。河股城は白石城を越えて福島城より更に南に位置し、上杉方からするといきなり領内に敵が出現した形となる。河股城を陥落させた後、兵を分散。小島、大波、飯野に兵を出し、福島城の上杉勢を挑発。元親自身は福島方面の立子山大館に向かい、陣を張った。大館では上杉方の援軍を迎撃して河股城に撤退。城に引きこもり幾度か防戦。陽動の役割を果たしたところで駒ヶ嶺城に撤退した。
これに先立つ7月上旬、直江兼続は相馬家（川俣の東に位置）に使者を立てたが（連携の模索か）、草野境（福島県飯館近隣）で伏兵に襲われたと残しており（七月二十二日　大津助丞宛書状）、上杉氏の動向を探り伊達家側の草が暗躍していた様子が見受けられる。
川俣での攻防について伊達家側の視点では「伊達家治家記録　桜田元親合戦書上」、上杉家側の視点では「三公外史」、「慶長五年七月廿七日付直江兼続書状」に記されている。
伊達側の記録内容は上記の通り。上杉側「直江兼続書状」では、兼続は河股城奪還、桜田を討ち果たしたと家臣をねぎらい、家臣が小手郷、大館で撫で斬りを敢行したことについて「心地良次第」と褒めている。
「桜田家史」での記録はおおむね「合戦書上」の通り。
慶長7年（1602年）には、仙台城の築城に伴って暴動を起こした小人を鬼庭綱元と共に鎮圧。（桜田家史では、覚範寺近隣に上杉家家人が潜伏して決起。元親は追い詰められ自害寸前に陥ったとしている）
元和元年（1615年）、政宗の命を受けてその庶長子である伊達秀宗の家臣となり、伊予国宇和島藩の藩政を担った。この時の地位は侍大将で禄高は1900石であった。

### 山家清兵衛との対立
宇和島藩は秀宗入部まで頻繁に藩主が代わったために荒れており、藩政は前途多難だった。そのため政宗の仙台藩から黄金3万両（6万両説あり）を借用していたが、この返済問題が起こり、惣奉行の山家公頼は宇和島藩10万石から3万石を割いて政宗への返済に充てたが、このため家臣の多くが減俸を余儀なくされて反対派が桜田を中心にして山家と対立した。もともと山家は山形藩最上氏の家臣で、伊達家譜代の桜田とは折り合いも悪かった。
元和6年（1620年）1月、幕府から大坂城石垣修築を命じられた秀宗は山家と桜田を奉行として派遣する。しかし工事の進捗状況に関しての秀宗に対する報告で桜田は秀宗に山家が不正をしていると讒言し、疑われた山家は秀宗に弁明して帰国し謹慎した（実際は山家が正当であり、面目を失った桜田が逆恨みしたとされる）。そして同年6月29日、山家清兵衛一族は桜田一派により襲撃されて殺害された。この殺害事件に関しては秀宗から「山家の事は沙汰の限り」と書状にあり、秀宗の命令で桜田と一派が動いたと見られている。通常、私怨による暗殺ならば桜田家も断絶は免れないはずだが、桜田家は無事に安泰で存続し、江戸時代末期まで家老として存続しているからである。また、桜田は事件当時に大坂に滞在していたため、少なくとも直接手を下したとは思えない。

### 変死
寛永9年（1632年）、金剛山正眼院で営まれた桂林院殿（秀宗の正室の亀）の三回忌法要の際、大風で落ちてきた本堂の梁の下敷きとなり圧死した。
その後も山家殺害事件の関係者らが次々と変死を遂げたために山家の祟りと言われた。なお、桜田元親が死亡した時の話は「肥前平戸藩　松浦鎮信　武功雑記巻十七」に記されている。危険になり他人を避難させ、その上で自分はただ一人残り法要を続け、姿勢正しいまま圧死したとの内容。他に、河股城撤退時が見事であったと記載されている。
子孫の桜田親義は外交官となり、明治10年（1877年）からローマ公使館に駐在し、明治14年（1881年）からはオランダ臨時代理公使としてハーグに駐在したが、明治18年（1885年）、現地の愛人であったジーン・ロレットにより別れ話のもつれから射殺された。